# Anomis elegans
Anomis elegans är en fjärilsart som beskrevs av Emilio Berio 1956. Anomis elegans ingår i släktet Anomis och familjen nattflyn. Inga underarter finns listade i Catalogue of Life.